# Janusz Chomontek
Janusz Chomontek (ur. 20 maja 1968 w Szczecinku) – polski sportowiec, wielokrotny rekordzista Księgi rekordów Guinnessa w podbijaniu różnych rodzajów piłek. Jest członkiem Towarzystwa Kontroli Rekordów Niecodziennych.

## Kariera
Na początku swojej kariery sportowej był piłkarzem Gwardii Koszalin i Zawiszy Grzmiąca.
Janusz Chomontek karierę wyczynową rozpoczął w 1989. Od tego czasu aż 19 razy ustanawiał i pobijał rekordy Guinnessa. Międzynarodową sławę zdobył we Włoszech, kiedy pobił rekord 7 tys. odbić piłki należący do Diego Armando Maradony, podbijając piłkę 35 tys. razy.

## Wybrane rekordy[2]
W Księdze rekordów Guinnessa można znaleźć 19 rekordów Janusza Chomontka w żonglowaniu różnymi rodzajami piłek i w różnych miejscach.
- W 1987 podbijając piłkę nożną, pokonał dystans 30 km na trasie z Ustki do Słupska, w czasie 8 godzin i 20 minut
- Pokonał rekord Diego Maradony w żonglowaniu piłką – Maradona doszedł do 7 tysięcy, wynik Chomontka to 35 tysięcy
- Pokonał dwukrotnie trasę maratonu warszawskiego o długości 42 km i 195 m, czas przejścia 8 godzin 30 minut (piłka podczas bicia rekordu, ani razu nie spadła na ziemię)
- W Hiszpanii podczas wystawy Expo żonglował piłką w kwadracie 5 × 5 m przez 16 godzin
- Podczas meczu Polska – Anglia żonglował piłeczką do tenisa ziemnego 4 godziny 20 minut
- W czasie trwania programu 5-10-15 podbił piłeczkę ping-pongową 12 tysięcy razy
- Dla programu Macie co chcecie przeszedł plażą z Kołobrzegu do Gąsek 20 km ustanawiając kolejny rekord
- Pokonał trasę maratonu berlińskiego żonglując – przeszedł 100 km, w czasie 18 godzin (piłka ani razu nie upadła na ziemię)
- 29 lipca 2007 r. w Łobzie[4] pobił rekord Guinnessa w podbijaniu piłki koszykowej z wynikiem 20432 podbicia w ciągu 2 godzin 11 minut i 3 sekund